# Elena da Silva
Elena da Silva fue una religiosa cisterciense y poetisa portuguesa del siglo XVI, muerta en 1590.
Perteneció a la comunidad de Cheilas. Tuvo fama de visionaria y se asegura que antes de 1578 vio sobrenaturalmente la batalla de Alcazarquivir.

## Obra
Compuso en español el poema La pasión de Cristo.